# Podhale Amp Futbol Cup 2016
Podhale Amp Futbol Cup 2016 – druga edycja międzynarodowego ampfutbolowego turnieju piłkarskiego, która odbyła się w Łapszach Niżnych 4 i 5 czerwca 2016 roku. Jego zwycięzcą została reprezentacja Polski, która wyprzedziła Irlandię, Ukrainę i Niemcy.
Najlepszym piłkarzem ogłoszono Marco Reineckego z Niemiec, zaś najlepszym bramkarzem został Irlandczyk James Conroy. Nagrodę fair play zdobyła Ukraina.

## Uczestnicy

### Klasyfikacja końcowa
| Miejsce | Reprezentacja | Punkty | Mecze | Zwycięstwa | Remisy | Porażki | Br+ | Br- | +/− |
| ------- | ------------- | ------ | ----- | ---------- | ------ | ------- | --- | --- | --- |
| złoto   | Polska        | 7      | 3     | 2          | 1      | 0       | 10  | 1   | +9  |
| srebro  | Irlandia      | 5      | 3     | 1          | 1      | 0       | 6   | 4   | +2  |
| brąz    | Ukraina       | 4      | 3     | 1          | 1      | 1       | 3   | 4   | -1  |
| 4.      | Niemcy        | 0      | 3     | 0          | 0      | 3       | 4   | 14  | -10 |

## Mecze
| 4 czerwca 2016 | Polska · Rafał Bieńkowski | 1:1 | Irlandia | Łapsze Niżne, Polska · |
|                |                           |     |          |                        |

| 4 czerwca 2016 | Niemcy | 1:3 | Ukraina | Łapsze Niżne, Polska · |
|                |        |     |         |                        |

| 5 czerwca 2016 | Ukraina | 0:0 | Irlandia | Łapsze Niżne, Polska · |
|                |         |     |          |                        |

| 5 czerwca 2016 | Polska | 6:0 | Niemcy | Łapsze Niżne, Polska · |
|                |        |     |        |                        |

| 5 czerwca 2016 | Irlandia | 5:3 | Niemcy | Łapsze Niżne, Polska · |
|                |          |     |        |                        |

| 5 czerwca 2016 | Polska · Marcin Guszkiewicz · Mateusz Kabała · Krystian Kapłon | 3:0(2:0) | Ukraina | Łapsze Niżne, Polska · |
|                |                                                                |          |         |                        |